# Gabriel Bornoroni
Gabriel Marcos Bornoroni (Córdoba, Argentina; 16 de julio de 1978) es un empresario y político argentino de la coalición La Libertad Avanza. Es Diputado de la Nación Argentina por Córdoba desde 2023 y preside el bloque de diputados de La Libertad Avanza desde el 10 de abril de 2024.

## Biografía
Bornoroni forma parte de la Cámara de Comercio y de la Bolsa de Comercio de Córdoba, y el C20, es empresario del sector de estaciones de servicio, presidente de FECAC y ex titular de la CECHA. Es abogado con especialización en hidrocarburos y energías renovables de la Universidad Blas Pascal.
Fue candidato a vicegobernador en las Elecciones de 2023 acompañando a Rodolfo Eiben resultó en noveno lugar de entre once candidatos, resultó electo Diputado de la Nación Argentina por Córdoba en las Elecciones de 2023, en el segundo lugar de la lista La Libertad Avanza. El 10 de abril de 2024 fue elegido presidente del bloque.

## Historial electoral
|  | 0,53 % |

|  | 33,02 % |